# أمارو

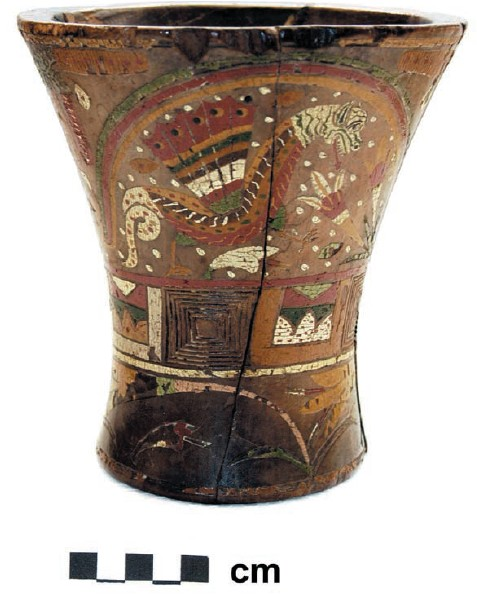
أمارو مصور على وعاء يسمى كيرو

أمارو (بالإنجليزية: Amaru)، هو ثعبان أو تنين أسطوري في أساطير حضارات الأنديز في أمريكا الجنوبية، يرتبط أكثر بإمبراطوريتي تيواناكو والإنكا. في أساطير الإنكا، أمارو هو ثعبان ضخم برأسين يسكن تحت الأرض، عند قاع البحيرات والأنهار.
يمكن رؤية أمارو، الموضح برأسي طائر وبوما، وهو يخرج من عنصر مركزي في وسط جبل متدرج أو شكل هرمي في بوابة الشمس في تيواناكو، بوليفيا. عند رسمه على الأواني الدينية، غالبا ما يُرى أمارو بأقدام وأجنحة تشبه الطيور، بحيث يبدو يشبه التنين. يُعتقد أن أمارو قادر على تجاوز الحدود من وإلى العالم الروحي الخاص بعالم ما تحت الأرضي.